# From Patrice to Lumumba
Pour plus de détails, voir Fiche technique et Distribution.
From Patrice to Lumumba est un film documentaire indépendant sur Patrice Lumumba, sortie en 2019. C'est une coproduction entre le Canada et la Suisse.

## Description
Ce film, sorti en 2019, raconte l'histoire de Patrice Lumumba, le premier Premier ministre de la République démocratique du Congo et un des visages associés à la libération du pays après la colonisation belge. Il est écrit par Patrick Kabeya.
Le film se concentre sur la dernière lettre de Lumumba à sa femme Pauline. Dans la lettre, Lumumba garde un ton militant mais révèle aussi un côté plus intime de l'homme, qui n'a pas encore été montré auparavant. Cette histoire, principalement racontée dans ses propres mots, redonne à Lumumba l'humanité qu'il n'a pas eue tout au long de sa carrière.
Le film a été présenté en avant-première en avril 2019 au Festival international du film panafricain de Cannes.
Le film a été nommé pour la Commission flamande pour l'UNESCO du meilleur documentaire africain pour 2020.